# Чемпионат Казахстана по баскетболу среди женщин 2017/2018
Чемпионат Казахстана по баскетболу 2017/2018 — является 26-м сезоном Национальной лиги национальной федерации баскетбола Казахстана. Отстаивать свой титул в четвёртый раз будет чемпион Казахстана 2016/2017 «Тигры Астаны».

## Регламент
- 1 этап. Регулярный Чемпионат.

Команды играют 6 кругов мини турами. Каждая команда проводит по два мини тура у себя дома. На каждом мине-туре команды играют вкруг по одной игре между собой.
- 2 этап. Финал.

- - Полуфинал:

Команды «Национальной лиги» по итогам Регулярного Чемпионата распределяют места с первого по третье согласно набранным очкам и получают номера с первого по третье соответственно. Номер четыре получает команда, занявшая по итогам Высшей лиги первое место. Команды, играющие в финале, образуют следующие полуфинальные пары: 1-4 и 2-3. Игры полуфинала играются до 2-х побед.
- - Финал.

За первое место играют победители пар 1-4 и 2-3. Проигравшие в парах 1-4, 2-3 играют за 3-место. Игры финала проводятся до 2-х побед. Все игры ½ финала и финала играются в одном городе.
Право проведения игр финала получает команда, занявшая первое место по итогам Регулярного Чемпионата Национальная лига.

## Участники
| Клуб         | Город    | Стадион             | Вмест. | Гл. тренер         | Легионеры                        |
| ------------ | -------- | ------------------- | ------ | ------------------ | -------------------------------- |
| Иртыш-ПНХЗ   | Павлодар | СКЦС «Автомобилист» | 1 500  | Евгений Овсянников | Дарья Королёва                   |
| Окжетпес     | Кокшетау | СК ОСДЮШОР № 3      | 1 500  | Вячеслав Андреев   | Арина Казаринскова Анна Коняхина |
| Тигры Астаны | Астана   | Велотрек «Сарыарка» | 9 270  | Виталий Стребков   | -                                |

## Регулярный чемпионат
|  | Выход в плей-офф |

| Место | Команда      | Игры | Поб | Пор | Забито | Пропущено | +/-  | Очки |
| ----- | ------------ | ---- | --- | --- | ------ | --------- | ---- | ---- |
| 1     | Тигры Астаны | 12   | 12  | 0   | 994    | 558       | +436 | 24   |
| 2     | Иртыш-ПНХЗ   | 12   | 4   | 8   | 683    | 904       | −221 | 16   |
| 3     | Окжетпес     | 12   | 2   | 10  | 691    | 906       | −215 | 14   |

## 1/2 финала
| 26 марта 2018 17:00 | Отчёт | Тигры Астаны (1)         | 91:39    | Тигры Астаны-2 (0)      | СК "Жаксы", Щучинск Зрителей: 0 Судьи: Матевос Никогосян, Александр Артюшихин, Дамир Курманов |
| 26 марта 2018 17:00 | Отчёт | 29:11, 18:15, 27:7, 17:6 |          |                         | СК "Жаксы", Щучинск Зрителей: 0 Судьи: Матевос Никогосян, Александр Артюшихин, Дамир Курманов |
| 26 марта 2018 17:00 | Отчёт | Тамара Ягодкина (25)     | Очки     | Мадина Байболекова (26) | СК "Жаксы", Щучинск Зрителей: 0 Судьи: Матевос Никогосян, Александр Артюшихин, Дамир Курманов |
| 26 марта 2018 17:00 | Отчёт | Надежда Кондракова (8)   | Подборы  | Юлия Марченко (4)       | СК "Жаксы", Щучинск Зрителей: 0 Судьи: Матевос Никогосян, Александр Артюшихин, Дамир Курманов |
| 26 марта 2018 17:00 | Отчёт | Мария Астапенко (6)      | Передачи | Александра Комарова (5) | СК "Жаксы", Щучинск Зрителей: 0 Судьи: Матевос Никогосян, Александр Артюшихин, Дамир Курманов |

| 27 марта 2018 17:00 | Отчёт | Тигры Астаны-2 (0)                    | 19:76    | Тигры Астаны (2)        | СК "Жаксы", Щучинск Зрителей: 0 Судьи: Матевос Никогосян, Александр Артюшихин, Дамир Курманов |
| 27 марта 2018 17:00 | Отчёт | 2:23, 6:17, 7:12, 4:24                |          |                         | СК "Жаксы", Щучинск Зрителей: 0 Судьи: Матевос Никогосян, Александр Артюшихин, Дамир Курманов |
| 27 марта 2018 17:00 | Отчёт | Валерия Мотовилова (7)                | Очки     | Надежда Кондракова (20) | СК "Жаксы", Щучинск Зрителей: 0 Судьи: Матевос Никогосян, Александр Артюшихин, Дамир Курманов |
| 27 марта 2018 17:00 | Отчёт | Мадина Байболекова, Юлия Марченко (4) | Подборы  | Надежда Кондракова (12) | СК "Жаксы", Щучинск Зрителей: 0 Судьи: Матевос Никогосян, Александр Артюшихин, Дамир Курманов |
| 27 марта 2018 17:00 | Отчёт | Ольга Игнатиади (4)                   | Передачи | Залина Куразова (7)     | СК "Жаксы", Щучинск Зрителей: 0 Судьи: Матевос Никогосян, Александр Артюшихин, Дамир Курманов |

| 26 марта 2018 15:00 | Отчёт | Окжетпес (1)                          | 62:59    | Иртыш (0)            | СК "Жаксы", Щучинск Зрителей: 0 Судьи: Матевос Никогосян, Александр Артюшихин, Дамир Курманов |
| 26 марта 2018 15:00 | Отчёт | 23:12, 13:20, 15:10, 11:17            |          |                      | СК "Жаксы", Щучинск Зрителей: 0 Судьи: Матевос Никогосян, Александр Артюшихин, Дамир Курманов |
| 26 марта 2018 15:00 | Отчёт | Ольга Колесникова (28)                | Очки     | Руфина Гаврилюк (11) | СК "Жаксы", Щучинск Зрителей: 0 Судьи: Матевос Никогосян, Александр Артюшихин, Дамир Курманов |
| 26 марта 2018 15:00 | Отчёт | Ольга Колесникова (9)                 | Подборы  | Дарья Панасюк (9)    | СК "Жаксы", Щучинск Зрителей: 0 Судьи: Матевос Никогосян, Александр Артюшихин, Дамир Курманов |
| 26 марта 2018 15:00 | Отчёт | Анна Коняхина, Ангелина Михайлова (3) | Передачи | Эльмира Абикеева (5) | СК "Жаксы", Щучинск Зрителей: 0 Судьи: Матевос Никогосян, Александр Артюшихин, Дамир Курманов |

| 27 марта 2018 15:00 | Отчёт | Иртыш (0)                 | 57:69    | Окжетпес (2)           | СК "Жаксы", Щучинск Зрителей: 0 Судьи: Матевос Никогосян, Арсен Андрюшкин, Дамир Курманов |
| 27 марта 2018 15:00 | Отчёт | 22:24, 13:24, 12:13, 10:8 |          |                        | СК "Жаксы", Щучинск Зрителей: 0 Судьи: Матевос Никогосян, Арсен Андрюшкин, Дамир Курманов |
| 27 марта 2018 15:00 | Отчёт | Дарья Королёва (25)       | Очки     | Ольга Колесникова (25) | СК "Жаксы", Щучинск Зрителей: 0 Судьи: Матевос Никогосян, Арсен Андрюшкин, Дамир Курманов |
| 27 марта 2018 15:00 | Отчёт | Дарья Королёва (13)       | Подборы  | Ольга Колесникова (6)  | СК "Жаксы", Щучинск Зрителей: 0 Судьи: Матевос Никогосян, Арсен Андрюшкин, Дамир Курманов |
| 27 марта 2018 15:00 | Отчёт | Дарья Королёва (4)        | Передачи | Елена Доц (5)          | СК "Жаксы", Щучинск Зрителей: 0 Судьи: Матевос Никогосян, Арсен Андрюшкин, Дамир Курманов |